# 恩田えり
恩田 えり（おんだ えり、1971年9月5日 - ）は、落語協会に所属する寄席囃子奏者。血液型はO型、東京都中野区出身。本名：恩田 恵理。

## 経歴
中野区立第十一中学校、東京都立豊多摩高等学校、日本大学法学部卒業。
会社員として働いている時に海外へのホームステイを経て日本文化を知りたいと思い立ち、その中で出会った寄席に長い時間いたいと考えるようになる。会社で知り合いの落語家に相談したところ「女性はお囃子かお茶子か席亭」とアドバイスを受ける。長唄三味線を自主的に4年間稽古した後、2001年、国立劇場伝統芸能伝承者養成機関（寄席囃子コース）第11期入学。養成所の同期は松本優子（現：桂小すみ、落語芸術協会所属）。
養成所修了後の2003年に落語協会に入会、寄席囃子奏者として所属。寄席や落語会で寄席囃子を弾き、原則寄席を裏方として支えている。
柳家小三治に「恩田えりは宇宙人か」と言わせた独特のキャラクターを持ち、演奏曲のレパートリーも広く仲間から愛されている。高座に上がって色物として「ひとり高座実録シリーズ」を披露したり、海外で「寄席囃子教室」を開くなどの経験も多彩。

## 人物
- 趣味は草野球・映画鑑賞・プロレス観戦・義太夫語り。
- 姉が2人いる[2]。えりが12～3歳の頃、父親が仕事でスワジランド（当時）に単身赴任しており、家族で会いに行ったことがある[6]。
- 春風亭百栄と漫才コンビ「ウニウミウシ」を結成、2007年にM-1に出場。フリーランスとして三回戦まで進出した[7][8]。

## 著書
- お囃子えりちゃん 寄席ばなし（絵：新子友子）（イースト・プレス、2012年）ISBN 9784781606996

## 出演

### テレビ
- 柳家喬太郎のようこそ芸賓館「柳家喬太郎一人会」（2014年10月7日、BS11) - ゲスト・お囃子

### 映画
- 落語物語（林家しん平監督、2011年） ‐ 三味線・えり

### ラジオ
- すっぴん！（NHKラジオ第一） - 「お囃子えりちゃんの職人ええじゃないか」 リポーター[9]
- ラジオ深夜便（NHKラジオ）-「にっぽんの音（大蔵基誠）」 - ゲスト（2022年8月22日、鈴本演芸場・鈴木敦と共に）

### 配信
- 立川談笑の落語研究室（ラジオデイズ、2011年）
- 夢空間チャンネル 三遊亭兼好「干物箱」【落語教育委員会】第二夜【お囃子さん・恩田えり】(2020年6月） - YouTube
- ＜ハイライト＞第3回「志ん輔と仲間たち」【ゲストは寄席お囃子奏者の恩田えりさん！】（毎日新聞社・毎日企画サービス、2021年6月4日） - YouTube